# Кана (приток Белой)
Кана́ — река в России, протекает по Бурзянскому и Зилаирскому районам Башкортостана. Устье реки находится в 1065 км от устья Белой по левому берегу. Длина реки — 94 км, площадь водосборного бассейна — 976 км² (по другим данным 968 км²).
У истока располагалась деревня Сарбия (Баймакский район). Протекает у деревни Атиково и села Кананикольское.
В истоках есть броды, далее вниз по течению расположены автомобильные мосты.

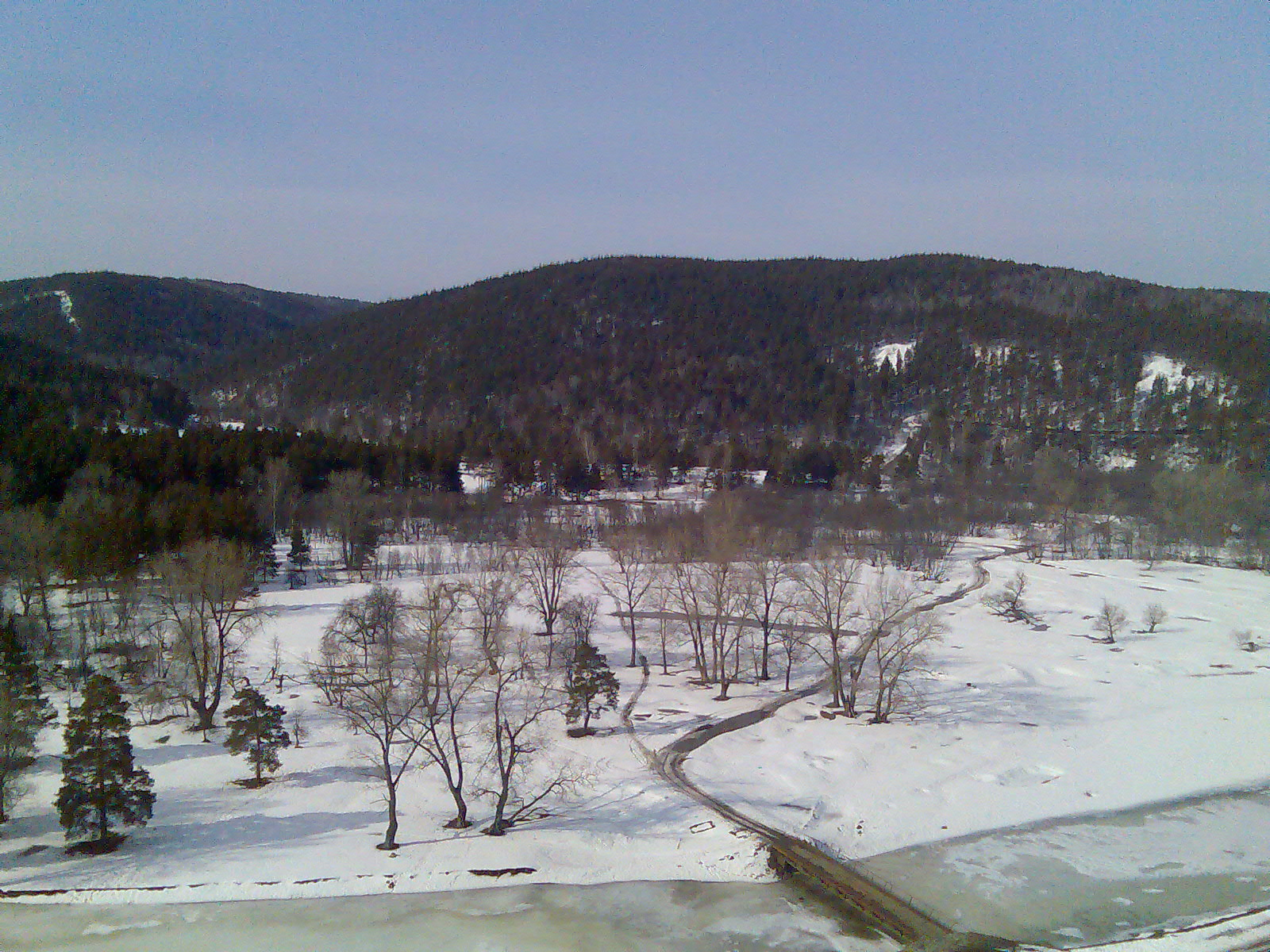
Пойма реки Кана
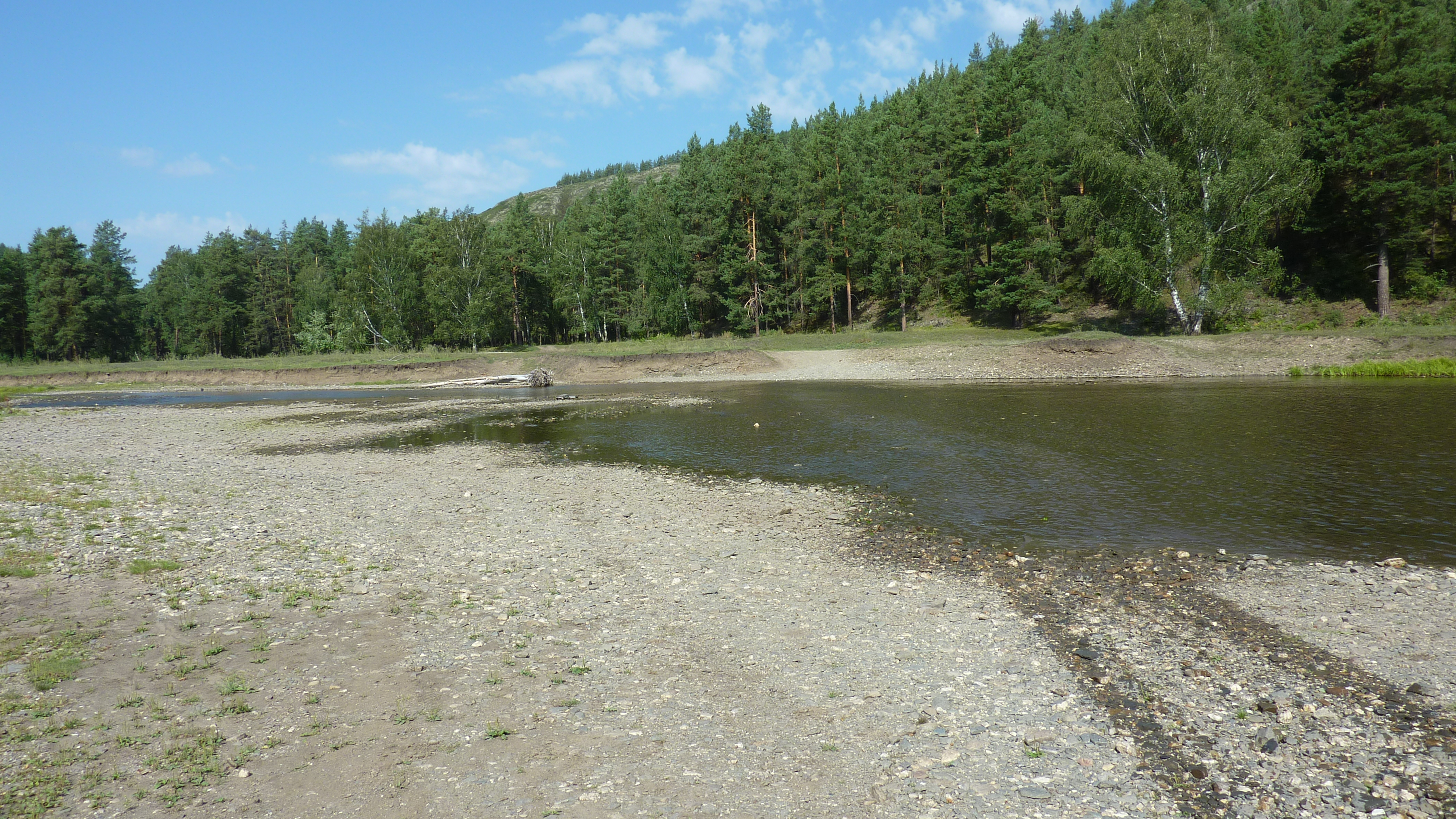
Брод реки недалеко от села Атиково

## Данные водного реестра
По данным государственного водного реестра России относится к Камскому бассейновому округу, водохозяйственный участок реки — Белая от в/п Арский Камень до Юмагузинского г/у (2). Речной бассейн реки — Кама.
Код объекта в государственном водном реестре — 10010200212111100017461.